# Lillasjön (Åkers socken, Småland)
Lillasjön är en sjö i Vaggeryds kommun i Småland och ingår i Lagans huvudavrinningsområde. Sjön är 2,4 meter djup, har en yta på 0,0523 kvadratkilometer och är belägen 167 meter över havet.

## Delavrinningsområde
Lillasjön ingår i det delavrinningsområde (636313-139105) som SMHI kallar för Mynnar i Långasjön. Medelhöjden är 226 meter över havet och ytan är 30,29 kvadratkilometer. Räknas de 2 delavrinningsområdena uppströms in blir den ackumulerade arean 80,52 kvadratkilometer. Västerån som avvattnar avrinningsområdet har biflödesordning 3, vilket innebär att vattnet flödar genom totalt 3 vattendrag innan det når havet efter 207 kilometer. Delavrinningsområdet består mestadels av skog (86 procent). Avrinningsområdet har 0,23 kvadratkilometer vattenytor vilket ger det en sjöprocent på 0,8 procent.